# 高橋愛
高橋 愛（たかはし あい、1986年〈昭和61年〉9月14日 - ）は、日本の歌手、女優、YouTuber。ダンスボーカルユニット・GOKI-GENs（ゴキゲンズ）のリーダー。女性アイドルグループ・モーニング娘。の元メンバー（5期）で、6代目リーダーおよび2009年4月からはハロー!プロジェクトの2代目リーダーを務めた。イメージカラーは黄色。
福井県坂井市出身。血液型A型。身長154 cm。アップフロントクリエイト（アップフロントグループ）所属。夫はお笑いタレントのあべこうじ。

## 略歴
- 1999年10月7日放送のBSジュニアのど自慢福井県鯖江市大会に出場し、ベストステージ賞を受賞。
- 2001年に行われた「モーニング娘。LOVEオーディション21」で紺野あさ美、小川麻琴、新垣里沙とともに合格。地元福井の福井テレビではローカルニュースのトップ項目で取り上げられた[注 2]。
- 2001年10月31日、モーニング娘。のシングル「Mr.Moonlight 〜愛のビッグバンド〜」にてデビュー。
- 2003年4月、ミニモニ。に加入。
- 2006年、女子キックベースボールチーム・メトロラビッツH.P.の主将に就任。ミュージカル『リボンの騎士』では主人公のサファイアを演じる。
- 同年7月2日から配信が開始されたGyaOのオリジナルドラマ『道徳女子短大エコ研』の第1話「セミ」の主役を演じた。また、同ドラマの主題歌「夢から醒めて」（ソロ曲、作詞・作曲は安田信二）を歌う。
- 2007年4月28日、春ツアーのよこすか芸術劇場公演、昼の部にて、アンコール中に階段を踏み外し重度の捻挫で途中退場した。夜の部も欠場の予定だったが、本人の希望で途中から歌唱のみ参加した。このときの夜の部の映像は残っている。
- 2007年6月1日、モーニング娘。の前リーダー藤本美貴の脱退に伴い、リーダーに就任[7]。
- 2009年1月、ドラマ『Q.E.D. 証明終了』に主演。モーニング娘。現役メンバーの連続ドラマ主演はミニモニ。メンバー時代に続いて2度目。
- 同年4月1日、エルダークラブ所属メンバーの卒業により、ハロー!プロジェクトのリーダーに就任。
- 2010年9月14日、24歳の誕生日にアメーバブログにてオフィシャルブログ『I am Ai』を開始[8]。
- 2011年1月9日、中野サンプラザで行われた『Hello! Project 2011 WINTER 〜歓迎新鮮まつり〜』において、同年秋に開催されるモーニング娘。全国ツアーをもってモーニング娘。およびハロー!プロジェクトから卒業することを発表[9]。
- 同年9月26日、「ふくいブランド大使」に就任[10][11]。
- 同年9月30日、モーニング娘。およびハロー!プロジェクトを卒業。
- 同年10月3日、M-line clubへの加入が発表された[12]。
- 同年10月1日、アップフロントエージェンシー（現・アップフロントプロモーション）から同アップフロントグループのアップフロントクリエイトに移籍[13]。
- 2013年12月21日、お笑いタレントのあべこうじと2014年2月14日に入籍予定[14] であることを発表。
- 2014年2月14日、あべと結婚し、神奈川県横浜市の横浜マリンタワーにてツーショットで結婚記者会見を行った[1][2]。
- 同年6月2日、米国・ハワイであべとの結婚式を行った[15]。
- 同年8月6日、Instagramを開始[16]。
- 2019年4月13日、TikTokを開始[17][注 3]。
- 同年7月1日、Weiboを開始[18]。
- 2020年10月26日、YouTubeチャンネル『高橋愛lab。』を開設[19]。
- 2021年2月24日、ZOZOとともにプライベートブランド「fukuu（フクウ）」を立ち上げ、同年4月15日にZOZOTOWN内にオープンすることを発表[20]。同日、同ブランドのInstagramを開始[21]。
- 同年春、YouTubeチャンネル『高橋愛lab。』の企画としてfukuu主宰者の高橋愛、BEAMSプレスの藤井早希子、Harumi Showroomファウンダー兼PRディレクターの春海茜というアパレルブランドに関わる3人でダンスボーカルユニット・GOKI-GENs（ゴキゲンズ）を結成[22]。
- 同年6月21日、高橋愛・田中れいな・夏焼雅の3人で音楽ユニット・たいやき たべたの なんで?を結成し、デジタルシングル『およげ!たいやきくん』を発売[23]。翌2022年4月27日、「高橋愛・田中れいな・夏焼雅」名義でアルバム『ラフ・アンド・ピース』を発売し、ミニライブを開催[24]。同年7月7日・8日、COTTON CLUBで単独ライブ『ラフ・アンド・ピース 七夕Special 〜星に願いを〜』を開催[25]。
- 2023年12月20日、GOKI-GENsに女優、歌手の中西悠綺が加入[26]。さらに翌2024年1月10日、元PASSPO☆で振付師の槙田紗子が加入[27]。

## 人物

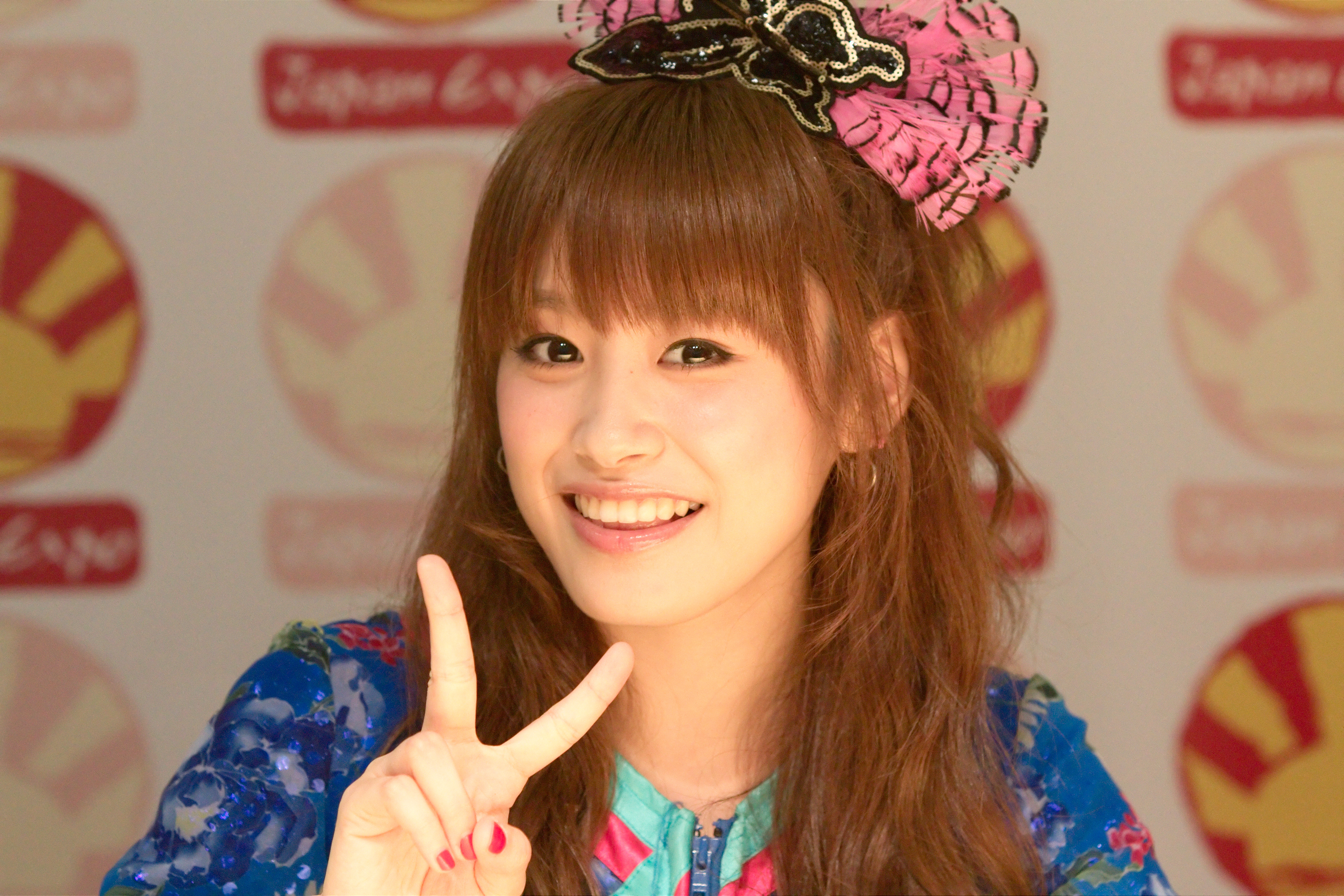
2010年Japan Expoオートグラフセッションにて

好きな歌手は、自身のブログで椎名林檎と語っている。
デビュー以前には、合唱部に所属、習い事としてクラシックバレエを経験した。2006年春のコンサートツアー『モーニング娘。コンサートツアー2006春 〜レインボーセブン〜』では、バレエの動きを取り入れたライブパフォーマンスを見せている。『めちゃ×2イケてるッ!』（フジテレビ）内の企画私立岡村女子高等学校。では合唱部のリーダーとなり、2003年10月4日に放送された岡女体育祭では藤本美貴に次ぐ総合2位となる。また、2003年11月22日のハロー!プロジェクトスポーツフェスティバルのハードル走においては1位となった。
藤本美貴から「噛んでこそ高橋愛」と語られるほどであるが、親しみやすいトークであるとの評価も得ている。デビュー当初は福井弁の訛りがひどく、当時リーダーだった飯田圭織は高橋の訛りを直すよう指示され、ステージで高橋が訛ると終了後に飯田が叱責された。高橋は「飯田さん、そんなに叱られていたんだ。申し訳ない。なんかスイマセン」と語っている。2002年3月28日放送の『うたばん』（TBSテレビ）は福井訛りで話す高橋のテンポとイントネーションを石橋貴明が「モールス信号みたいな喋り」と称し、以降「テッテケテー」の渾名で呼ばれた時期があった。
飼っているペットは「王子」（雄、トイプードル）。
ミュージカル『リボンの騎士』で共演した箙かおるから「衣装がシワになるから、男役は舞台の裏でも絶対に座らない」と教えられ、約1か月続いた公演期間中、絶対に座らずにいたという。
2020年現在、モーニング娘。OGの久住小春と同じダンスレッスンに通っているが、なぜかお互い話さない。緊張すると本人は語っている。
メンバー数に制限がない新たな概念を持ったグローバルボーイズグループ・NCTの“最後のチーム”として結成された、NCT WISHのメンバーであるリクは従兄弟にあたる。

### 趣味・嗜好
ゲーム好きの両親の影響で、自他ともに認めるゲーム好き。好きなゲームは『ファイナルファンタジーシリーズ』とのことである。パソコンはPower Mac G5とiBook G4を所有している。
小学校2年の頃から宝塚歌劇団が好き で、雪組のトップスターであった高嶺ふぶきのポスターを貼る程幼い頃からタカラジェンヌに憧れて来たが、身長が低い（公称154 cm）ために断念した。
芸能界デビュー以後も熱心なファンであり、宝塚のビデオをモーニング娘。を中心にハロー!プロジェクトのメンバーに勧めたり、メンバーを誘って観劇したりしている。中でも特に水夏希のファン。2006年に宝塚歌劇団とハロー!プロジェクトとの共演でミュージカル『リボンの騎士』を上演した際に、高橋はその主演を務め、形は違うものの「タカラヅカ」に憧れた高橋の一つの夢が叶った年となった。また、2008年には再び、宝塚歌劇団とのコラボレーション第2弾として「シンデレラ the ミュージカル」を上演し主演を務めた。

### 交友
- 第5期メンバーオーディションで最終オーディションまで残ったメンバーの中に元タレントの木下優樹菜がおり、最終オーディションの合宿中に意気投合し仲良くなった。木下は不合格となったがその後、木下は別の形で芸能界入りし、それ以降友達付き合いが始まった[39][40]。
- 準レギュラーとしてラジオ番組『ヤングタウン土曜日』（MBSラジオ）で共演していた明石家さんまは、尊敬する人物や気になる人物としてバラエティ番組『しゃべくり007』（日本テレビ）出演時やアンケート[41] などで公言している。
- 同じ福井県出身の五木ひろしとは親交が深く、モーニング娘。のカヴァーアルバムCOVER YOUでは一緒に「居酒屋」でデュエット参加した。

## 評価
プロデューサーであるつんく♂から「歌唱力が安定している」と評された。
ドラマプロデューサーの丹羽多聞アンドリウからは演技力について「今まで泣く芝居ですごいと思ったのは前田愛だったが、高橋もすごい」などと評している。

## 作品

### 映像作品
- アロハロ!高橋愛DVD（2003年12月17日、アップフロントワークス）
- ラブハロ!高橋愛DVD（2007年4月11日、アップフロントワークス）
- I.（2009年6月17日、アップフロントワークス）
- フィギュア（DVD : 2010年6月2日 / Blu-ray : 12月22日、アップフロントワークス）
- AI loves you I love AI（DVD : 2011年4月20日 / Blu-ray : 5月18日、zetima）
- Love Love Love（DVD : 2011年9月21日 / Blu-ray : 10月19日、zetima）

### 配信限定
- 夢から醒めて (2006年7月2日)
  - 作詞作曲は安田信二。「道徳女子短大　エコ研」の主題歌であり、DVD第一話〜第三話全て購入した人の中から抽選で1000名にCDがプレゼントされた。のちに「プッチベスト7」にも収録された。
- HAPPY!いっぷくまる (2012年5月9日)
  - NHK福井放送局のテーマソングとして制作され、作曲は福井県出身の中村タイチ、歌詞には「福井のしあわせ」をテーマに一般から募集されたフレーズが使用された。同年4月14日、ふくい春まつりでお披露目された[44]。

### その他
- アイドルKAY（2012年5月23日、USMジャパン）
  - ジャネット・ケイ『LOVEマシーン feat.高橋 愛』としてゲスト参加している。
- ベストカバーズ〜もっと日本。〜（2013年7月31日、Ariola Japan）
  - 中孝介『雨の降らない星では愛せないだろう？ feat.高橋 愛』としてゲスト参加している。

## 出演

### テレビドラマ
- はいからさんが通る（2002年1月2日、TBSテレビ系） - かすみ 役
- MUSIX! Angel Hearts（2002年4月23日 - 2003年3月18日、テレビ東京系・BSジャパン 他） - 森崎愛 役
- こちら本池上署 第9回（2002年9月2日、TBS系） - ゲスト出演・田宮志帆 役
- 三毛猫ホームズの犯罪学講座（2002年12月28日、TBSテレビ系） - 浜野かおり 役
- VICTORY!〜フットガールズの青春〜（2003年11月22日、フジテレビ系）
- ドラマ愛の詩「ミニモニ。でブレーメンの音楽隊」第1回 - 第4回「現代」（2004年1月10日 - 31日、NHK教育） - 主演・栗村ちよの 役
- 新春ワイド時代劇「天下騒乱〜徳川三代の陰謀」（2006年1月2日、テレビ東京系） - 和子 役
- 日本テレビ開局55年記念番組「ヒットメーカー 阿久悠物語」（2008年8月1日、日本テレビ系） - ミー（未唯） 役
- ドラマ8「Q.E.D. 証明終了」（2009年1月8日 - 3月12日、NHK） - 主演・水原可奈 役
- 半分エスパー 第1話・第5話・第10話（2010年1月15日・2月12日・3月19日、フジテレビTWO） - スペシャルゲスト
- 恋チョコ 第1話「文菜の場合」（2011年2月14日、BS-TBS） - 主演・文菜 役
- ATARU 第3話（2012年4月29日、TBSテレビ系） - 小嶋裕子 役
- 大河ドラマ 平清盛（2012年6月17日 - 12月23日、NHK） - 経子 役[45]
- 呪報2405 ワタシが死ぬ理由（2012年7月12日 - 9月27日、関西テレビ） - 主演・沢渡夏花 役
- ハイスクール歌劇団☆男組（2012年10月6日、CBCテレビ・TBSテレビ系） - 秋野玲奈 役
- 土曜ドラマ「実験刑事トトリ2」（2013年10月12日 - 11月16日、NHK） - 川中弥生 役
- ああ、ラブホテル 第1話（2014年11月23日、WOWOW） - 洋子 役
- 太鼓持ちの達人〜正しい××のほめ方〜 第8話（2015年3月2日、テレビ東京） - 加納佳乃 役
- 土曜ワイド劇場「司法教官・穂高美子4」（2015年10月31日、テレビ朝日） - 緋村小百合 役
- 東京センチメンタル 第10話（2016年3月18日、テレビ東京） - 千里 役[46]
- トットてれび 第2回（2016年5月7日、NHK） - 「スリーバブルス」圭子 役[47]
- 大阪環状線 ひと駅ごとの愛物語 - Part2 - 第8話（2017年3月8日、関西テレビ） - 吉見明子 役
- 福井発 地域ドラマ シューカツ屋（2020年2月26日、NHK BSプレミアム） - 安藤理恵 役
- 大分発 地域ドラマ 君の足音に恋をした（2022年3月23日、NHK BSプレミアム） - 衛藤あかね 役[48]

### テレビアニメ
- 名探偵コナン（2012年12月1日・8日、読売テレビ） - 七尾双葉 役[49]

### 劇場アニメ
- 劇場版 とっとこハム太郎 ハムハムハムージャ! 幻のプリンセス（2002年12月14日、東宝） - タカハム 役
- 劇場版 とっとこハム太郎 ハムハムグランプリン オーロラ谷の奇跡 リボンちゃん危機一髪!（2003年12月13日、東宝） - たかはし 役

### 吹き替え
- アクシデント・カップル（2010年9月17日 - 10月1日、フジテレビ） - ハン・ジス〈キム・アジュン〉 役[50]

### バラエティ
- ティンティンTOWN!（2002年7月5日 - 2004年3月26日、日本テレビ）
- それゆけ!ゴロッキーズ（2003年9月29日 - 12月26日、テレビ東京）
- 二人ゴト（2004年4月21日 - 23日・7月23日 - 29日、テレビ東京）
- 魔女っ娘。梨華ちゃんのマジカル美勇伝（2004年12月1日 - 6日・12月16日 - 17日、テレビ東京）
- 娘DOKYU!（2005年4月4日 - 6月8日、テレビ東京）
- 洋楽倶楽部@glee（2013年7月24日 - 、NHK総合）
- 鉄道紀行 ニッポンぶらり鉄道旅（NHK BSプレミアム） - 旅人
  - 第1回 小田急小田原線・箱根登山鉄道鉄道線（2014年4月3日）
  - 第8回 京福電気鉄道嵐山本線（2014年6月5日）
  - 第18回 富士急行線（2014年10月2日）
  - 第31回 西武池袋線（2015年3月12日）
  - 第55回 JR東日本京浜東北線（2015年12月3日）
  - 第62回 JR東日本根岸線（2016年3月3日）
- チャント!（2019年4月1日 - 2020年3月25日、CBCテレビ） - リポーター

### スポーツ
- サッカープラネット（2013年4月7日 - 2014年3月23日、NHK BS1）

### その他の単発番組
- コラボTV「高橋×高橋」（2011年6月24日、BS-TBS）
- 高橋愛のダイナゾーハンター!〜恐竜王国・福井 その謎に迫る〜（2012年2月26日、福井テレビ）
- ふくいブランド大使 高橋愛の 愛・LOVE 福井・若狭路の旅（2012年7月8日、サンテレビ / 7月9日、KBS京都）
- カトちゃんの!やっぱいいねぇ 田舎式にっぽん幸せライフ!（2012年9月9日、TBSテレビ） - ナレーター
- 第80回NHK全国音楽コンクール 全国コンクール 中学校の部（2013年10月14日、NHK Eテレ） - 司会

### CM
- エステー「ムシューダ」「かおりムシューダ」（2013年3月18日 - ）[51][52][53]
- エステー「脱臭炭」（2016年11月21日 - ）[54][55][56][57][58][59] - 矢井田瞳と共演、2018年6月25日以降は田中れいなと共演
- エステー「米唐番」（2018年7月23日 - ）[55][60][61][62][63] - 田中れいなと共演
- エステー「新鮮番」 「野菜シャキッと」編（2023年7月10日 - 、TikTok）[63] - 田中れいなと共演
- エステー「消臭力」 “2021西川貴教”編（2021年7月12日 - ）[64]、勝手にCM音楽祭（2021年8月9日 - 9月16日）[65] - 西川貴教・田中れいな・柴崎浩・IKUO・山崎慶と共演
- ケロッグ「ポップコーン グラノラ」ウェブCM 気分が上がる朝食篇（2021年2月25日、YouTube）[66][67] - 道重さゆみ・田中れいなと共演

### ラジオ
- ヤングタウン土曜日（2003年4月12日 - 、MBSラジオ）
- ハロー!プロジェクトラジオドラマ（2004年3月、MBSラジオ） - 「清水の舞台から」で主演を務め、第41回ギャラクシー賞でラジオ部門の「選奨」を受賞。
- FIVE STARS（2010年4月8日 - 2011年9月29日、Inter FM）
- 日本カワイイ計画。 with みんなの経済新聞（ジャパンエフエムネットワーク）
- モーニング娘。25周年スペシャル 高橋愛、飯窪春菜、工藤遥のMBSヤングタウン（2022年12月31日、MBSラジオ）

### インターネット
- 第4回ハロプロビデオチャット（2005年4月8日、ハロー!プロジェクト on フレッツ）
- 新感覚ドラマ「道徳女子短大 エコ研」第1話「セミ」（2006年7月2日 - 9月2日、インターネット放送GyaO） - 愛 役
- オリジナル・ショート・ドラマ「おじぎ30度」（2006年12月公開、Dohhh UP!） - 木下花梨 役
  - 収録したDVDがシリーズ1 - 3まで3作同時に全国のガスト店頭で期間限定独占先行販売。あわせてガスト店内のガストビジョンでも放映を開始した。
- 会員限定WEBトーク 高橋愛の苺いちえ（2009年3月23日 - 2010年3月29日） - Hello!Projectファンクラブ会員のみ聴取できるラジオコンテンツ
- 女子力cafe〜あいすくりーす〜（2011年10月12日 - 2013年6月26日、アメーバスタジオ）隔週水曜日生放送。アメーバピグ、USTREAMでも視聴可能。
- いいね!JAPANプロジェクト（2012年 - 、いいね！JAPANプロジェクト）
- Boom UP TV（2013年7月10日 - 、アメーバスタジオ）隔週水曜日生放送。アメーバピグ、USTREAMでも視聴可能。

### 映画
- ミニモニ。じゃムービー お菓子な大冒険!（2002年12月14日、東映）
- シェアハウス（2011年11月12日、ピーズ・インターナショナル） - マリ 役
- 恐竜を掘ろう（2013年3月30日、東京テアトル）[68]
- カラアゲ☆USA（2014年9月20日、太秦） - 主人公・辛島彩音 役
- おしょりん（2023年11月3日、KADOKAWA）[69]

### 舞台
- モーニング・タウン（2002年5月24日 - 6月24日、青山劇場）
- 江戸っ娘。忠臣蔵（2003年5月31日 - 6月29日、明治座）
- HELP!!熱っちぃ地球を冷ますんだっ。（2004年5月29日 - 6月13日、中野サンプラザ）
- リボンの騎士 ザ・ミュージカル（2006年8月1日 - 27日、新宿コマ劇場） - サファイア 役
- おじぎ30度 オン・ステージ（2008年2月27日 - 3月2日、新宿シアターアプル） - 木下花梨 役
- シンデレラ the ミュージカル（2008年8月6日 - 25日、新宿コマ劇場） - シンデレラ 役
- おじぎでシェイプアップ!（2009年6月7日 - 14日、ル テアトル銀座） - 木下花梨 役
- BS-TBS開局10周年企画「ファッショナブル」（2010年6月11日 - 20日、ル テアトル銀座 / 6月25日 - 27日、シアターBRAVA!） - 長谷川ココ 役
- 朗読劇 私の頭の中の消しゴム - 薫 役
  - 2nd letter（2010年9月10日・11日・16日、天王洲 銀河劇場）
  - 5th letter（2013年6月10日・12日、天王洲 銀河劇場）[注 5]
- 喜劇「ハムレット」&悲劇?「ローゼンクランツとギルデンスターンは死んだ」（2011年5月18日 - 29日、渋谷区文化総合センター大和田・さくらホール / 5月31日、シアター1010） - オフィーリア 役
- ミュージカル「ダンス・オブ・ヴァンパイア」（2011年11月27日 - 12月24日、帝国劇場 / 2012年1月7日 - 12日、梅田芸術劇場） - サラ 役[注 6]
- ラ・パティスリー（2012年3月3日 - 22日、サンシャイン劇場 / 森ノ宮ピロティホール / 北國新聞赤羽ホール） - 夏織 役
- TOURSミュージカル「赤毛のアン」
  - TOURS 2012（2012年8月12日 - 22日、8都市10公演） - ダイアナ・バリー 役
  - TOURS 2013（2013年8月11日 - 21日、8都市10公演） - アン・シャーリー 役
  - TOURS 2014（2014年8月17日 - 29日、8都市10公演） - アン・シャーリー 役[70][71][72][73][74][75]
- ハイスクール歌劇団☆男組（2012年9月12日 - 23日、天王洲 銀河劇場） - 秋野玲奈 役
- ミュージカル「女子高生チヨ」（2012年12月1日 - 9日、東京グローブ座 / 12月11日・12日、サンケイホールブリーゼ） - 長嶋鞠子 役
- ミュージカル「ウェディング・シンガー」（2013年3月1日 - 31日、シアタークリエ / 博多座 / 岩手県民会館 大ホール / 日本青年館） - ジュリア 役[76]
- もしも国民が首相を選んだら（2013年4月24日 - 30日、全労済ホールスペース・ゼロ） - 城川れいな 役[77]
- ミュージカル「メリリー・ウィー・ロール・アロング」（2013年11月1日 - 17日、天王洲 銀河劇場 / 12月6日 - 8日、梅田芸術劇場・シアタードラマシティ） - ベス 役
- ミュージカル「天才執事ジーヴス」（2014年7月4日 - 13日、日生劇場） - スティッフィー・ビング 役
- 即興&演劇「楽屋〜負けん気〜」（2015年11月10日・11日、新宿シアターモリエール）[78]
- 演劇女子部「僕たち可憐な少年合唱団」（2017年10月26日 - 11月12日、シアターグリーン BOX in BOX THEATER）[79]
- 朗読ミュージカル「『初恋』〜朝まだきの、春の雷雨の思い出ほどに〜」（2023年12月2日・3日、ところざわサクラタウン ジャパンパビリオン ホールA）[80]
- 『HUNTER×HUNTER』THE STAGE 3（2025年5月17日 - 25日、天王洲 銀河劇場 / 6月7日 - 15日、SkyシアターMBS） - ビスケ 役[81]

### ライブ
- Ai Takahashi プレミアムライブ2013 at STB139 ‐CRoss RoAD‐（2013年1月27日、STB139 スイートベイジル、2公演）
- Ai Takahashi プレミアムライブ2013 at STB139 〜Raindrops〜（2013年6月29日 - 30日、STB139 スイートベイジル、4公演）
- 高橋愛 Sparkling Live in 由比ヶ浜（2013年7月21日、SEACRETBOX BY OTODAMA、1公演）
- Hello! Project COUNTDOWN PARTY 2013 〜GOOD BYE & HELLO!〜（2013年12月31日、中野サンプラザ）[82]
- MUSIC FESTA Vol.2（2014年1月18日、なんばHatch / 25日、Zepp Fukuoka / 2月1日、Zepp Sapporo / 23日、CLUB DIAMOND HALL / 4会場4公演） - ゲスト出演
- Hello! Project COUNTDOWN PARTY 2015 〜GOOD BYE & HELLO!〜（2015年12月31日、中野サンプラザ）[83]
- 高橋愛・田中れいなFCイベント T&T〜黄色と水色〜（2016年8月11日、品川インターシティーホール、昼夜2公演）[84]
- 高橋愛・田中れいなFCイベント T&T〜黄色と水色〜 vol.2（2017年5月3日、品川インターシティーホール、昼夜2公演）[85]
- モーニング娘。誕生20周年記念コンサートツアー2017秋〜We are MORNING MUSUME。〜（2017年11月21日、日本武道館）[86] - 辻希美・道重さゆみ・田中れいなとサプライズゲスト出演
- Hello! Project 20th Anniversary!! Hello! Project COUNTDOWN PARTY 2017 〜GOOD BYE & HELLO!〜（2017年12月31日、中野サンプラザ）[87]
- Hello! Project 20th Anniversary!! Hello! Project ひなフェス 2018「モーニング娘。20th Anniversary!! プレミアム」（2018年3月31日、パシフィコ横浜 展示ホールA/B）[88] - ゲスト出演
- 高橋愛・新垣里沙FCイベント 愛ガキDISCO 2018 〜たいむすりっぷ〜（2018年5月4日、山野ホール）[89][90]
- Hello! Project 20th Anniversary!! Hello! Project 2018 SUMMER 〜ALL FOR ONE〜（2018年7月14日、オリックス劇場） - ゲスト出演[91]
- M-line Special 2021 〜Make a Wish!〜（2021年6月20日、中野サンプラザ / 6月26日、戸田市文化会館。各日昼夜2公演） - 6月20日はシークレットゲスト出演、26日はゲスト出演
- M-line Special 2022 〜My Wish〜（2022年2月23日、めぐろパーシモンホール、昼夜2公演） - ゲスト出演
- Hello! Project 25th ANNIVERSARY CONCERT「ALL FOR ONE & ONE FOR ALL!」ACT I（2023年9月10日、国立代々木競技場 第一体育館）[92]
- モーニング娘。'23 コンサートツアー秋「Neverending Shine Show」SPECIAL（2023年11月28日、横浜アリーナ） - ゲスト出演
- 愛ガキLIVE 2024～This is who we're now～（2024年2月18日、COTTON CLUB）
- 愛ガキ LIVE2025「I'll be an idol〜アイドルやりますか!〜」（2025年7月20日、I'M A SHOW）

## 書籍

### 写真集
- 5 モーニング娘。5期メンバー写真集（2002年8月16日、ワニブックス、撮影：浦田大作）ISBN 978-4847027215
- 高橋愛（2002年12月9日、ワニブックス、撮影：渡辺達生）ISBN 978-4847027413
- アロハロ! 高橋愛写真集（2003年12月17日、角川書店、撮影：松田忠雄）ISBN 978-4048942539
- わたあめ（2004年5月27日、ワニブックス、撮影：西田幸樹）ISBN 978-4847028069
- 愛ごころ（2005年6月25日、ワニブックス、撮影：根本好伸）ISBN 978-4847028700
- 19（2006年1月27日、ワニブックス、撮影：根本好伸）ISBN 978-4847029134
- 高橋愛 写真集全集 ai（2006年10月27日、ワニブックス）ISBN 978-4847029615
- ラブハロ!高橋愛写真集 in プーケット（2007年3月14日、角川グループパブリッシング、撮影：河野英喜）ISBN 978-4048944854
- 水（2007年10月26日、ワニブックス、撮影：熊谷貫）ISBN 978-4847040498
- もうひとつの愛（2008年5月26日、ワニブックス、撮影：長野博文）ISBN 978-4847040887
- 私（2009年5月23日、ワニブックス、撮影：根本好伸）ISBN 978-4847041709
- 形（2010年5月27日、ワニブックス、撮影：根本好伸）ISBN 978-4847042836
- LOVE NO.10（2011年3月28日、ワニブックス、撮影：根本好伸）ISBN 978-4847043659
- 愛愛愛（2011年9月14日、ワニブックス、撮影：西田幸樹）ISBN 978-4-8470-4397-0

### スタイルブック
- AI am I.（2013年10月18日、宝島社）ISBN 978-4-8002-1802-5
- I have AI.（2014年09月13日、宝島社）ISBN 978-4-8002-3137-6
- 30.（2016年9月27日、宝島社）ISBN 978-4-8002-6123-6[93]
- 高橋愛責任編集　i love magazine（2017年10月13日、宝島社）ISBN 978-4-8002-7586-8[94]

## 所属グループ・ユニット
- モーニング娘。（2001年加入 - 2011年）
  - モーニング娘。さくら組（2003年 - 2004年）
- 通常ユニット
  - ミニモニ。（2003年加入 - 2004年）
- スペシャルユニット
  - High-King（2008年 - 2011年）
- シャッフルユニット
  - ハッピー♥7（2002年）
  - 7AIR（2003年）
  - H.P.オールスターズ（2004年）
  - エレジーズ（2005年）
- 企画ユニット
  - ポッキーガールズ（2002年、江崎グリコ「ポッキー」のCMキャラクター）
- GOKI-GENs（2021年 - ）
- 高橋愛・田中れいな・夏焼雅（2021年 - ）

その他
- メトロラビッツH.P.